# 25 (album d'Adele)
Pour les articles homonymes, voir 25 (homonymie).
Albums de Adele
Live at the Royal Albert Hall
(2011) 30
(2021)
Singles
1. Hello
Sortie : 23 octobre 2015
2. When We Were Young
Sortie : 22 janvier 2016
3. Send My Love (To Your New Lover)
Sortie : 16 mai 2016
4. Water Under The Bridge
Sortie : TBA

25 est le troisième album de la chanteuse Adele, paru le 20 novembre 2015. Il succède à l'album 21, et s'est vendu à plus de 20 millions d'exemplaires à travers le monde. 25 remporte le Grammy Award de l'album de l'année en février 2017.

## Genèse de l'album
Après le succès planétaire de son deuxième album, Adele décide de mettre de côté sa carrière de chanteuse pour profiter de sa vie familiale notamment marquée par la naissance de son premier enfant né le 19 octobre 2012. Quatre ans et demi après la sortie de 21, Adele annonce officiellement la sortie de son troisième opus qui sera disponible dès le 20 novembre 2015. En décembre, la chanteuse déclare au New York Times que c'est la lecture d'un article sur Kate Bush et sa série de concerts Before the Dawn qui l'ont inspiré à élaborer ce nouvel album,.
Quelques heures après la mise en place des précommandes, l'album s'est vu attribuer la première place sur iTunes. Le titre de l'album choisi par la chanteuse, comme ses deux premiers, fait référence à l'âge de la chanteuse lors de sa conception.
C'est à l'aide d'autres artistes tels que Sia qu'Adele a écrit cet album. Les deux chanteuses ont d'ailleurs collaboré et ont écrit ensemble plusieurs chansons dont l'une d'entre elles devait figurer dans 25, il s'agit de la chanson Alive qui figurera finalement dans l'album This is Acting de Sia. Max Martin signe le second titre de l'album.
Adele sort le 23 octobre le premier single de l'album Hello, qui bat un record dès sa sortie en devenant, par exemple, le clip vidéo Vevo le plus visionné en 24 heures avec plus de 27 millions de vues sur YouTube.
La sortie de cet album était appréhendée par la chanteuse, qui disait avoir peur d'avoir été oubliée par ses fans.
25 est, d'après Adele, un « album de réconciliation », contrairement à l'album 21 qui était un album de rupture amoureuse. Cependant un contraste lumière/obscurité reste tout de même bien présent dans cet album d'après la chanteuse qui dit aimer être une « drama queen ».
Aux États-Unis, il enregistre le meilleur démarrage de tous les temps avec plus de 3 millions d'exemplaires écoulés en une semaine. Il en est de même en  Angleterre, où 800 307 exemplaires sont vendus en une semaine, puis plus d'un million.

## Compositions

### Send My Love (To Your New Lover)
3e single sorti en mai 2016, il est écrit par Max Martin et Shellback. Elle parle à son ancien petit-ami, qui lui a brisé le cœur, mais ce n'est pas d'un point de vue tragique qu'elle le fait puisque la chanson a des airs très pop, groovy même, et chante d'une voix enjouée. Adele propose d'enterrer la hache de guerre et espère le meilleur pour son ex-petit ami et sa nouvelle amie.
Patrick Daughters est le réalisateur du clip. Lors d'une interview, il explique "qu'il a fallu douze prises pour arriver au résultat final". La robe a été choisie par Adele elle-même. Le clip se compose d'un simple fond noir et Adele dansant.

### I Miss You
Cette chanson co-écrite par Paul Epworth (Skyfall, Rolling In The Deep) et Adele elle-même est menée par des percussions et une batterie rythmée et est inspirée par l'univers de Sia ou Florence and The Machine (par la présence des beats et des sonorités angoissantes).
I Miss You porte sur le désir et l'amour charnel et plus spécifiquement le désir que la chanteuse ressent pour son partenaire et ses doutes à son égard. Ce thème l'a quelque peu inquiétée puisqu'elle disait « Ça parle d'intimité. Donc de sexe, mais aussi des disputes, de tous les instants les plus forts de mon existence. Ceux qui surviennent quand tu te laisses aller. Un peu comme l'alcool, le meilleur syndrome de vérité ».
Elle l'a chanté pour la première fois en février 2016, au Wiltern.

### Remedy
Créée par Ryan Tedder (Rumour Has It, Turning Table), cette ballade au piano avait été écrite en 2013.

### Water Under The Bridge
Sorti en novembre 2016, Water Under the Bridge est le quatrième et le dernier single de l'album 25 d'Adele. 

### Sweetest Devotion
Dans cette nouvelle chanson écrite par Paul Epworth, la chanteuse célèbre un amour inconditionnel envers son fils, sur une musique country et pop.

## Liste des pistes
| 1.  | Hello                            |  |
| 2.  | Send My Love (To Your New Lover) |  |
| 3.  | I Miss You                       |  |
| 4.  | When We Were Young               |  |
| 5.  | Remedy                           |  |
| 6.  | Water Under The Bridge           |  |
| 7.  | River Lea                        |  |
| 8.  | Love In The Dark                 |  |
| 9.  | Million Years Ago                |  |
| 10. | All I Ask                        |  |
| 11. | Sweetest Devotion                |  |

| 12. | Can't Let Go       |  |
| 13. | Lay Me Down        |  |
| 14. | Why Do You Love Me |  |

## Crédits
- Chant : Adele
- Piano, guitare, basse : Greg Kurstin
- Chœurs, Piano : Tobias Jesso Jr.

## Classements et certifications

### Classements hebdomadaires
| Classement (2015)                  | Meilleure position |
| ---------------------------------- | ------------------ |
| Allemagne (Media Control AG)       | 1                  |
| Australie (ARIA)                   | 1                  |
| Autriche (Ö3 Austria Top 40)       | 1                  |
| Belgique (Flandre Ultratop)        | 1                  |
| Belgique (Wallonie Ultratop)       | 1                  |
| Canada (Billboard Canadian Albums) | 1                  |
| Danemark (Tracklisten)             | 1                  |
| Écosse (OCC)                       | 1                  |
| Espagne (Promusicae)               | 1                  |
| États-Unis (Billboard 200)         | 1                  |
| Finlande (Suomen virallinen lista) | 1                  |
| France (SNEP)                      | 1                  |
| Irlande (IRMA)                     | 1                  |
| Italie (FIMI)                      | 1                  |
| Japon (Oricon)                     | 7                  |
| Norvège (VG-lista)                 | 1                  |
| Nouvelle-Zélande (RIANZ)           | 1                  |
| Pays-Bas (Mega Album Top 100)      | 1                  |
| Portugal (AFP)                     | 1                  |
| Royaume-Uni (UK Albums Chart)      | 1                  |
| Suède (Sverigetopplistan)          | 1                  |
| Suisse (Schweizer Hitparade)       | 1                  |

### Certifications
| Pays                         | Certification    | Unités certifiées |
| ---------------------------- | ---------------- | ----------------- |
| Allemagne (BVMI)             | 6 × Platine      | 1 200 000         |
| Australie (ARIA)             | 10 × Platine     | 700 000           |
| Autriche (IFPI)              | 3 × Platine      | 45 000            |
| Belgique (BEA)               | 8 × Platine      | 240 000           |
| Brésil (Pro-Música Brasil)   | Diamant          | 160 000           |
| Canada (Music Canada)        | Diamant          | 800 000           |
| Danemark (IFPI)              | 5 × Platine      | 100 000           |
| États-Unis (RIAA)            | 11 × Platine     | 11 000 000        |
| Finlande (Musiikkituottajat) | 2 × Platine      | 47 482            |
| Italie (FIMI)                | 5 × Platine      | 250 000           |
| Mexique (AMPROFON)           | 3 × Platine + Or | 210 000           |
| Norvège (IFPI)               | 4 × Platine      | 80 000            |
| Nouvelle-Zélande (RMNZ)      | 12 × Platine     | 180 000           |
| Pologne (ZPAV)               | Diamant          | 100 000           |
| Royaume-Uni (BPI)            | 12 × Platine     | 3 600 000         |
| Suisse (IFPI)                | 6 × Platine      | 120 000           |